# Orifício interno da uretra
O orifício interno da uretra é a abertura da bexiga urinária na uretra. É localizado no ápice do trigonum vesicae, na parte mais dependente da bexiga, e geralmente é um pouco em forma de crescente; a mucosa imediatamente atrás apresenta uma ligeira elevação nos machos, a uvula vesicae, causada pelo lóbulo médio da próstata.